# بونادل رانچوز-مادرا رانچوز (کالیفرنیا)
بونادل رانچوز-مادرا رانچوز (به انگلیسی: Bonadelle Ranchos-Madera Ranchos) یک منطقهٔ مسکونی در ایالات متحده آمریکا است که در شهرستان مادرا، کالیفرنیا واقع شده‌است. بونادل رانچوز-مادرا رانچوز ۳۰٫۱۴ کیلومتر مربع مساحت و ۲۹۵ نفر جمعیت دارد.